# Voleibol de praia nos Jogos Sul-Americanos de 2022
As competições de voleibol de praia nos Jogos Sul-Americanos de 2022 ocorreram entre 11 e 15 de outubro em um total de 2 eventos. As competições aconteceram no Estadio Mundialista Los Pynandi, localizado em Assunção, Paraguai.

## Forma de disputa
As competições de voleibol de praia foram disputadas por atletas sem restrição de idade. O torneio masculino foi disputado por dezesseis duplas divididas em quatro grupos, com as duas melhores equipes de cada grupo avançando à fase eliminatória (quartas de final), definindo as semifinais, em seguida final e disputa pelo terceiro lugar. O torneio feminino possuiu a mesma fórmula de disputa e quantidade de duplas.

## Calendário
| G | Fase de grupos | ¼ | Quartas de final | ½ | Semifinais | B | Disputa pelo bronze | F | Final |

| Voleibol de praia | Sáb 1 | Dom 2 | Seg 3 | Ter 4 | Qua 5 | Qui 6 | Sex 7 | Sáb 8 | Dom 9 | Seg 10 | Ter 11 | Qua 12 | Qui 13 | Sex 14 | Sex 14 | Sáb 15 | Sáb 15 |
| ----------------- | ----- | ----- | ----- | ----- | ----- | ----- | ----- | ----- | ----- | ------ | ------ | ------ | ------ | ------ | ------ | ------ | ------ |
| Masculino         |       |       |       |       |       |       |       |       |       |        | G      | G      | G      | ¼      | ½      | B      | F      |
| Feminino          |       |       |       |       |       |       |       |       |       |        | G      | G      | G      | ¼      | ½      | B      | F      |

## Participantes
Ao todo, 32 duplas representando nove países se inscreveram, dezesseis duplas em ambos os naipes.
| - ARG Argentina (8) - BOL Bolívia (4) - BRA Brasil (8) - CHI Chile (8) | - COL Colômbia (4) - ECU Equador (4) - PAR Paraguai (8) - SUR Suriname (2) | - PER Peru (4) - URU Uruguai (8) - CUW Curaçau (6) |

## Medalhistas
| Evento             | Ouro                                       | Prata                                             | Bronze                                        |
| ------------------ | ------------------------------------------ | ------------------------------------------------- | --------------------------------------------- |
| Masculino detalhes | Esteban Grimalt Marco Grimalt CHI Chile    | Nicolás Capogrosso Tomás Capogrosso ARG Argentina | Arthur Lanci Adrielson Emanuel BRA Brasil     |
| Feminino detalhes  | Bárbara Seixas Carolina Solberg BRA Brasil | Giuliana Poletti Laura Ovelaro PAR Paraguai       | Chris Vorpahl María Francisca Rivas CHI Chile |

## Quadro de medalhas
| Ordem | País          | Medalha de ouro | Medalha de prata | Medalha de bronze | Total | Ordem por total |
| ----- | ------------- | --------------- | ---------------- | ----------------- | ----- | --------------- |
| 1     | BRA Brasil    | 1               |                  | 1                 | 2     | 1               |
| 2     | CHI Chile     | 1               |                  | 1                 | 2     | 1               |
| 3     | ARG Argentina |                 | 1                |                   | 1     | 3               |
| 4     | PAR Paraguai  |                 | 1                |                   | 1     | 3               |
| TOTAL | TOTAL         | 2               | 2                | 2                 | 6     | —               |